# Paratyndaris quadrinotata
Paratyndaris quadrinotata är en skalbaggsart som beskrevs av Knull 1938. Paratyndaris quadrinotata ingår i släktet Paratyndaris och familjen praktbaggar. Inga underarter finns listade i Catalogue of Life.